# Hertog van Suffolk
Hertog van Suffolk (Engels: Duke of Suffolk) is een Engelse adellijke titel.
De titel hertog van Suffolk werd voor het eerst gecreëerd in 1448 door Hendrik VI voor William de la Pole, 1e markies van Suffolk. In 1450 werd de titel hem ontnomen, maar zijn zoon kreeg hem in 1463 terug. De titel werd in 1493 van zijn kleinzoon afgenomen vanwege zijn verzet tegen Hendrik VII.
In 1514 werd de titel opnieuw gecreëerd door Hendrik VIII voor Charles Brandon, burggraaf Lisle. Met het kinderloos overlijden van de 3e hertog in 1551 verviel de titel. De 3e hertog heeft de titel slecht gedurende één uur gedragen; hij overleed een uur na zijn broer, de 2e hertog. Beiden stierven aan de zweetziekte.
De derde creatie vond plaats door Eduard VI in 1551 voor Henry Grey, 3e markies van Dorset, schoonzoon van Charles Brandon. Na de dood van Eduard VI probeerde hij zijn dochter Jane Grey tot koningin te verheffen, maar dit mislukte. Met zijn executie in 1554 verviel de titel.

## Hertog van Suffolk, eerste creatie (1448)
- William de la Pole, 1e hertog van Suffolk (1448-1450)
- John de la Pole, 2e hertog van Suffolk (1463-1492)
- Edmund de la Pole, 3e hertog van Suffolk (1492-1493)

## Hertog van Suffolk, tweede creatie (1514)
- Charles Brandon, 1e hertog van Suffolk (1514-1545)
- Henry Brandon, 2e hertog van Suffolk (1545-1551)
- Charles Brandon, 3e hertog van Suffolk (1551)

## Hertog van Suffolk, derde creatie (1551)
- Henry Grey, 1e hertog van Suffolk (1551-1554)